# Sucrier (oiseau)
Pour les articles homonymes, voir Sucrier.
Taxons concernés
Les espèces des genres :
- Chlorophanes
- Coereba
- Conirostrum
- Cyanerpes
- Euneornis
- Oreomanes

Autres « sucriers » de l'ornithologie
- Calliste sucriermodifier

En ornithologie, le nom vernaculaire Sucrier désigne plusieurs espèces d'oiseaux de l'ordre des Passeriformes. Ils sont appelés ainsi en raison de leur habitude de se nourrir, entre autres, de la substance sucrée produite par les nectaires de certains végétaux.
Certains sucriers sont aussi appelés Guit-guits, Conirostres... Aux Antilles, et notamment en Guadeloupe, il est appelé "Sicrié".

## Liste des sucriers[1]
- Sucrier à bec court — Cyanerpes nitidus
- Sucrier bicolore — Conirostrum bicolor
- Sucrier brillant — Cyanerpes lucidus
- Sucrier à calotte — Conirostrum albifrons
- Sucrier à dos bleu — Conirostrum sitticolor
- Sucrier à front blanc — Conirostrum cinereum
- Sucrier à front rouge — Conirostrum tamarugense
- Sucrier géant — Oreomanes fraseri
- Sucrier de la Jamaïque — Euneornis campestris
- Sucrier à jambes rouges — Cyanerpes cyaneus
- Sucrier à oreilles blanches — Conirostrum leucogenys
- Sucrier à poitrine perlée — Conirostrum margaritae
- Sucrier pourpre — Cyanerpes caeruleus
- Sucrier à sourcils blancs — Conirostrum ferrugineiventre
- Sucrier à sourcils roux — Conirostrum rufum
- Sucrier à ventre jaune — Coereba flaveola
- Sucrier à ventre marron — Conirostrum speciosum
- Sucrier vert — Chlorophanes spiza

## Galerie d'images

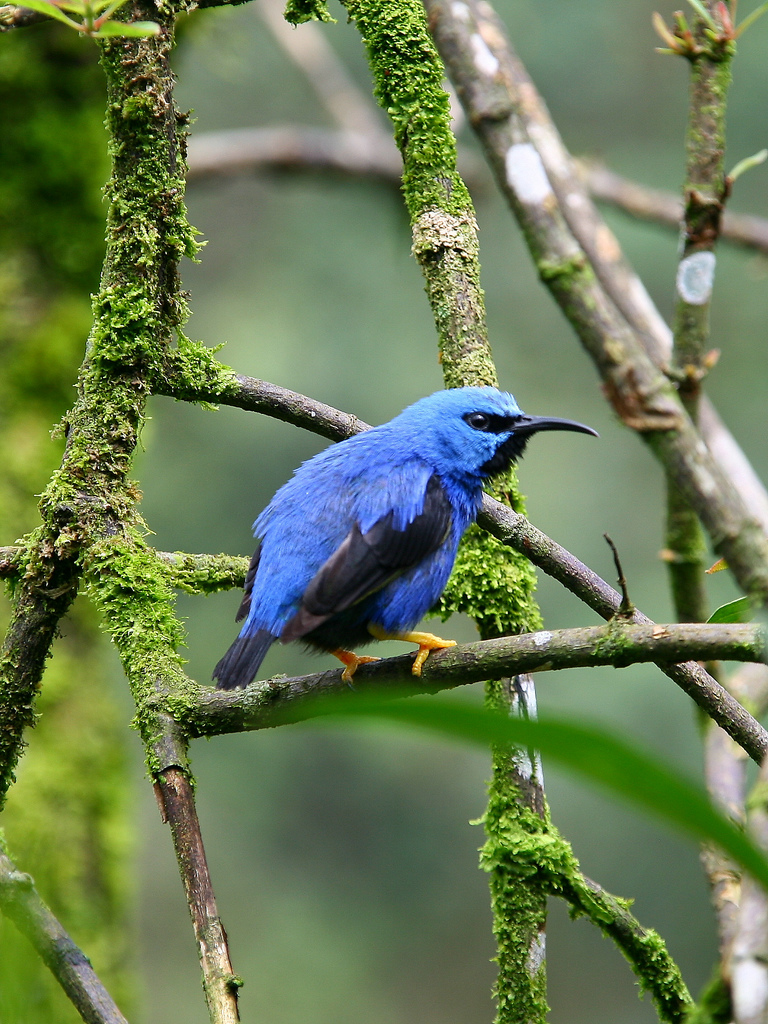
Sucrier brillant (Cyanerpes lucidus)
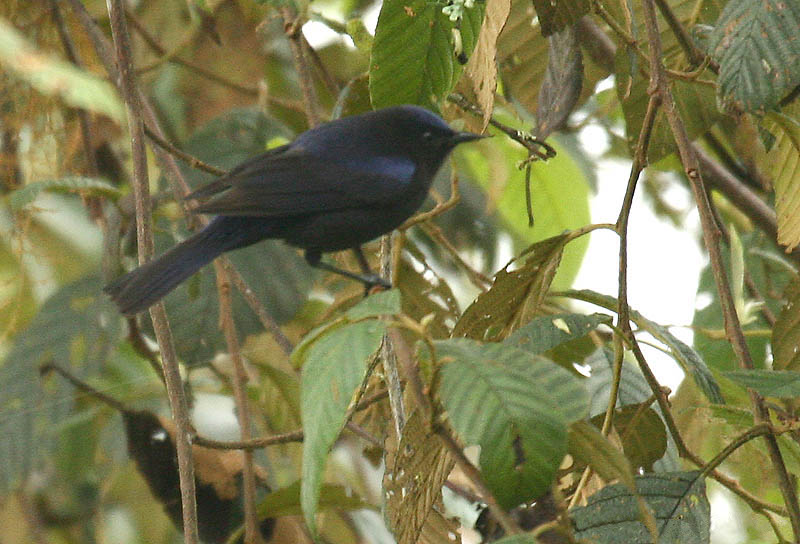
Sucrier à calotte (Conirostrum albifrons)
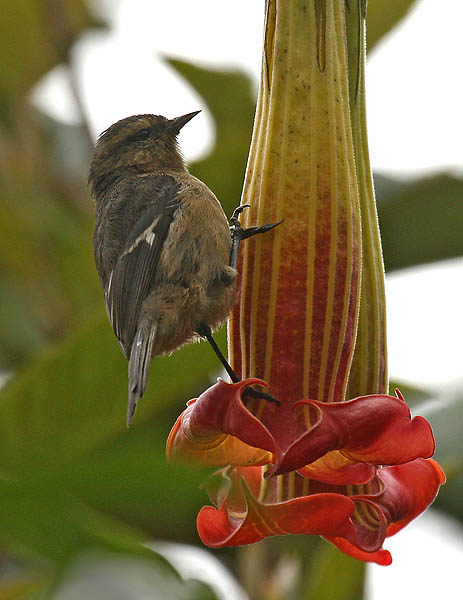
Sucrier à front blanc (Conirostrum cinereum)
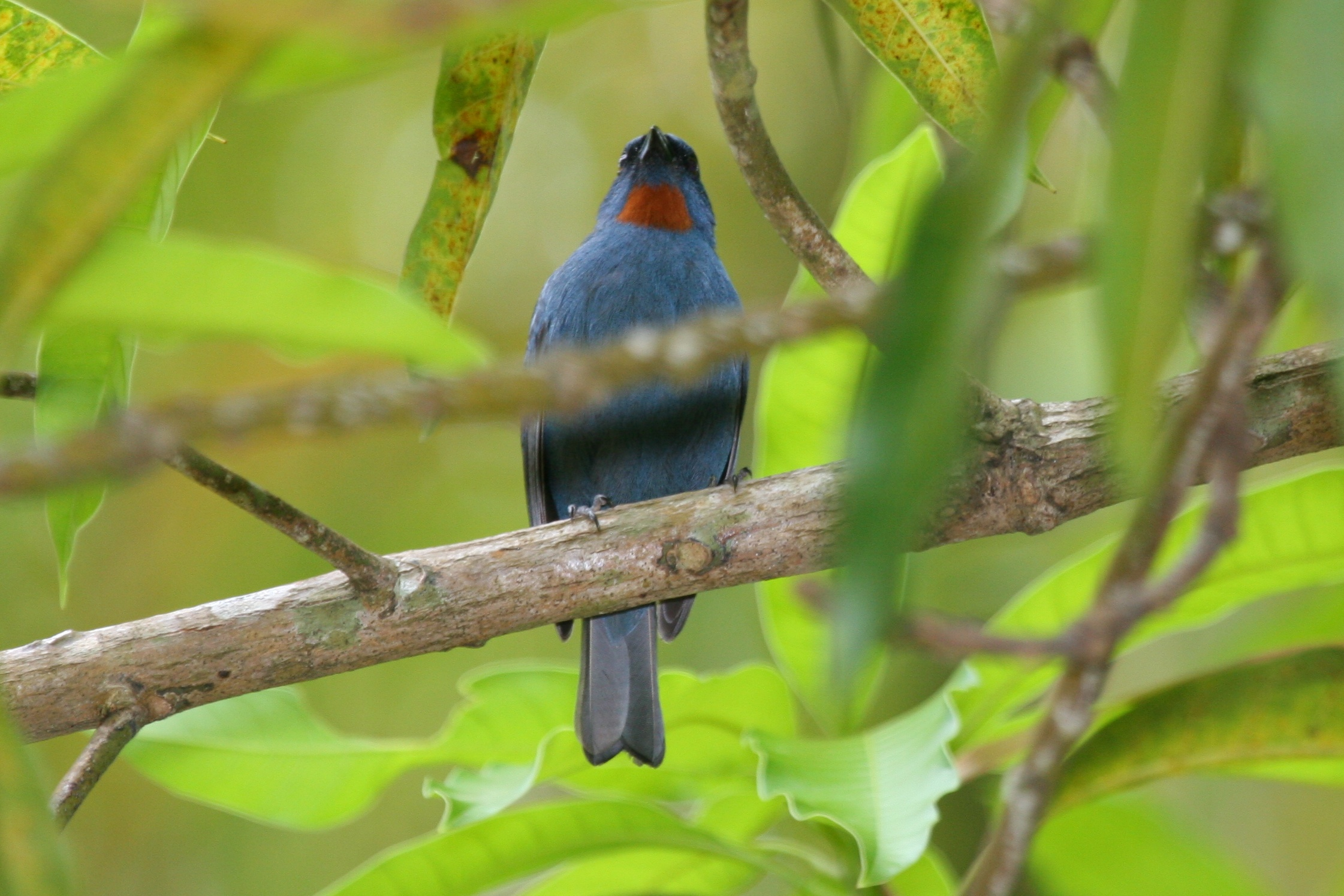
Sucrier de la Jamaïque (Euneornis campestris)
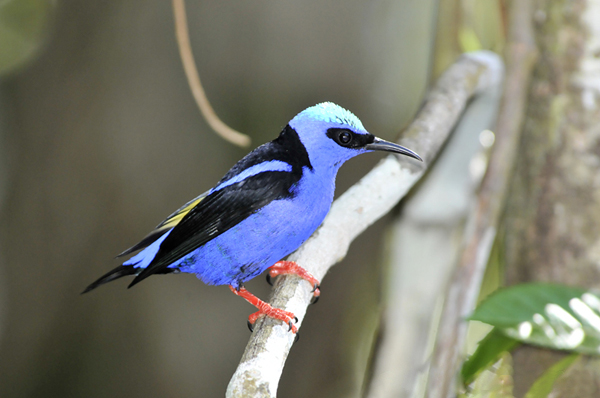
Sucrier à jambes rouges (Cyanerpes cyaneus)
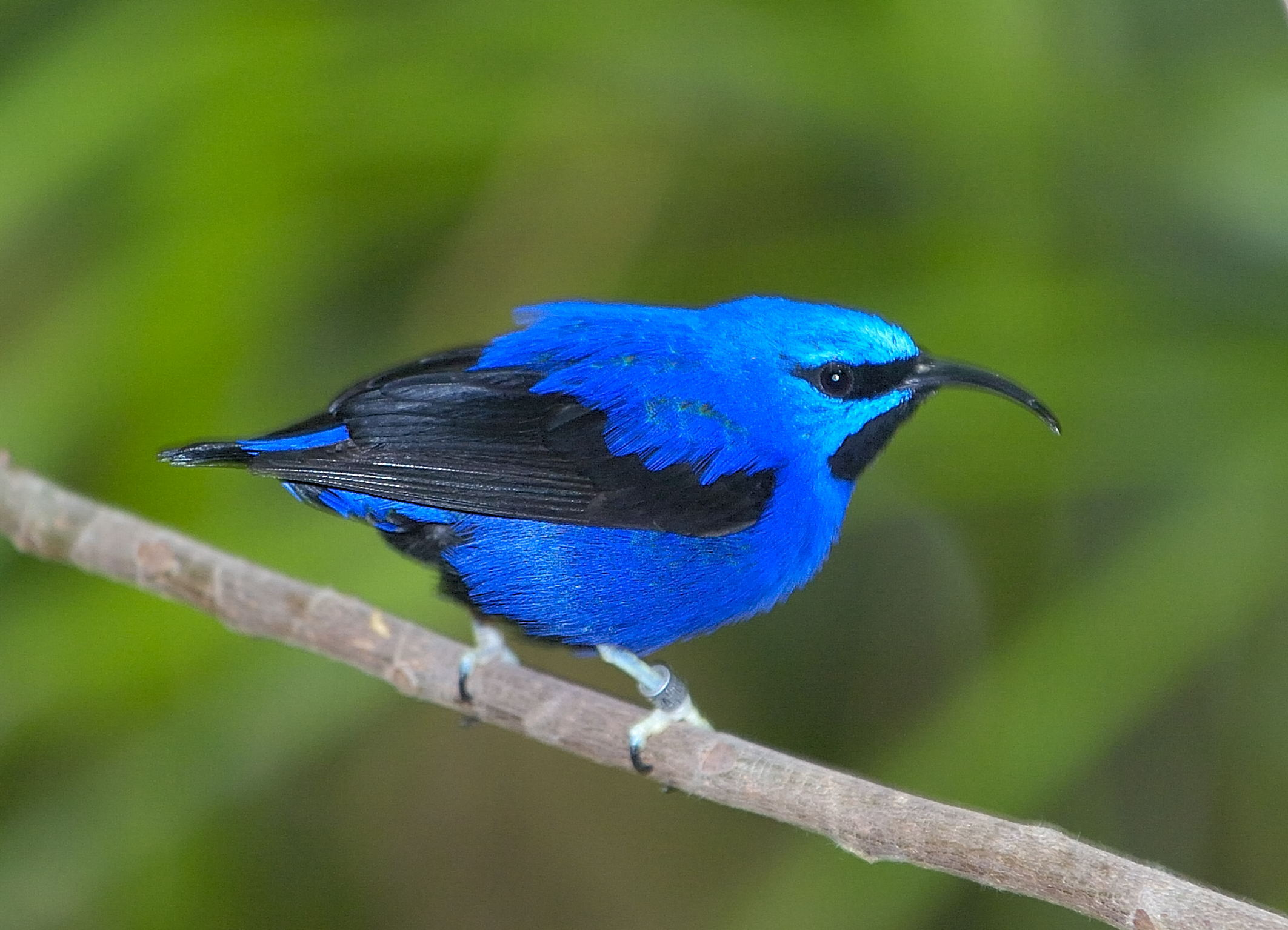
Sucrier pourpre (Cyanerpes caeruleus)
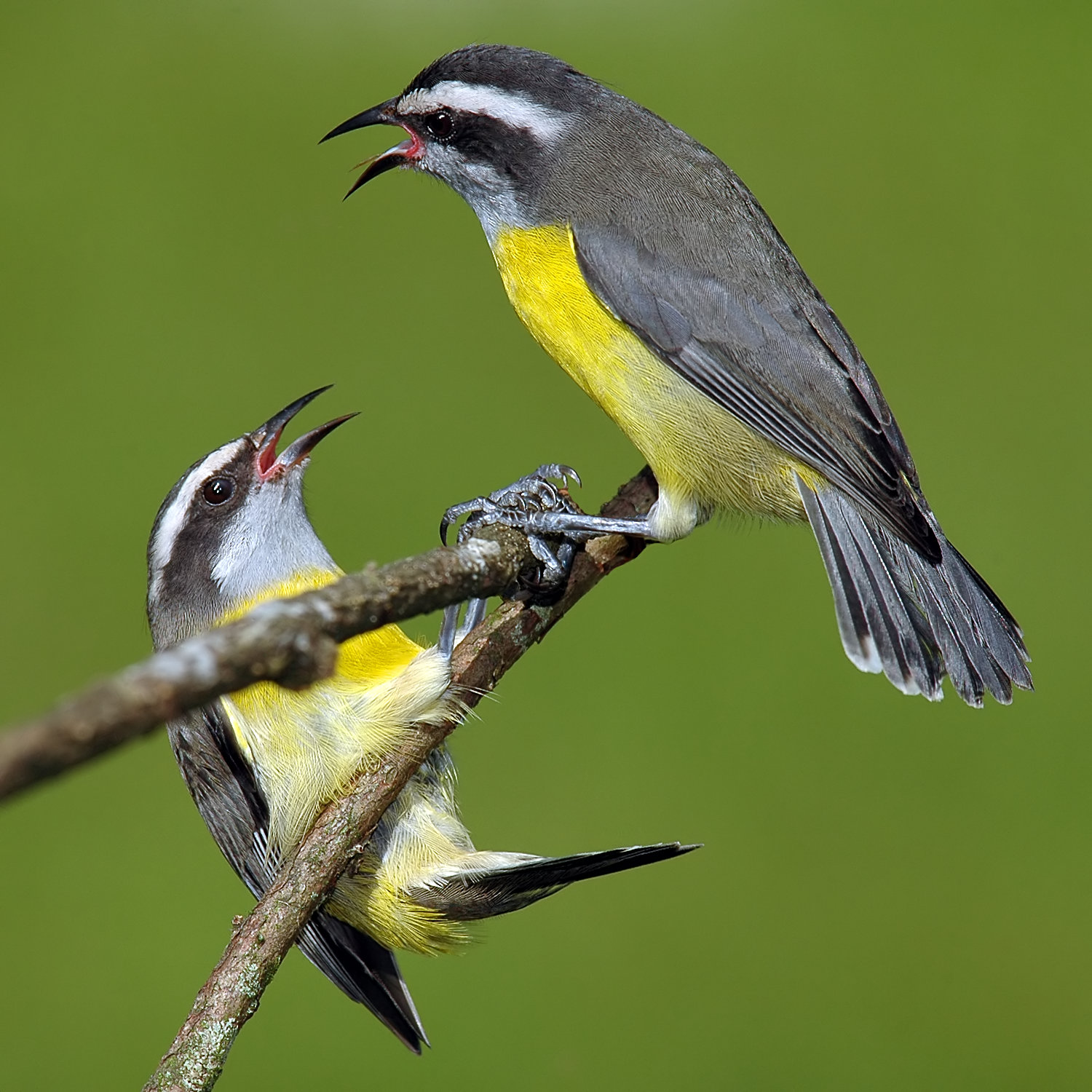
Sucrier à ventre jaune (Coereba flaveola)
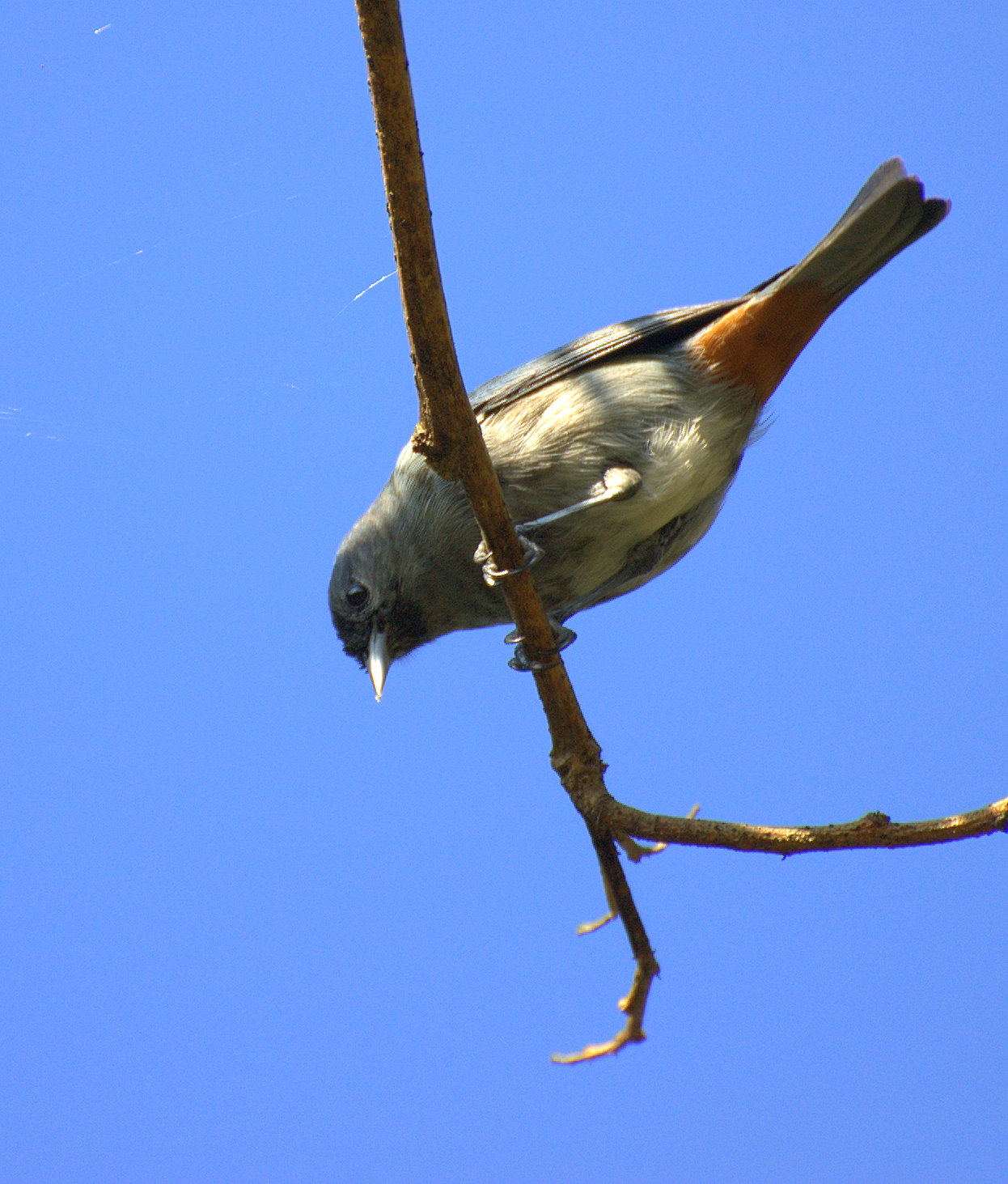
Sucrier à ventre marron (Conirostrum speciosum)
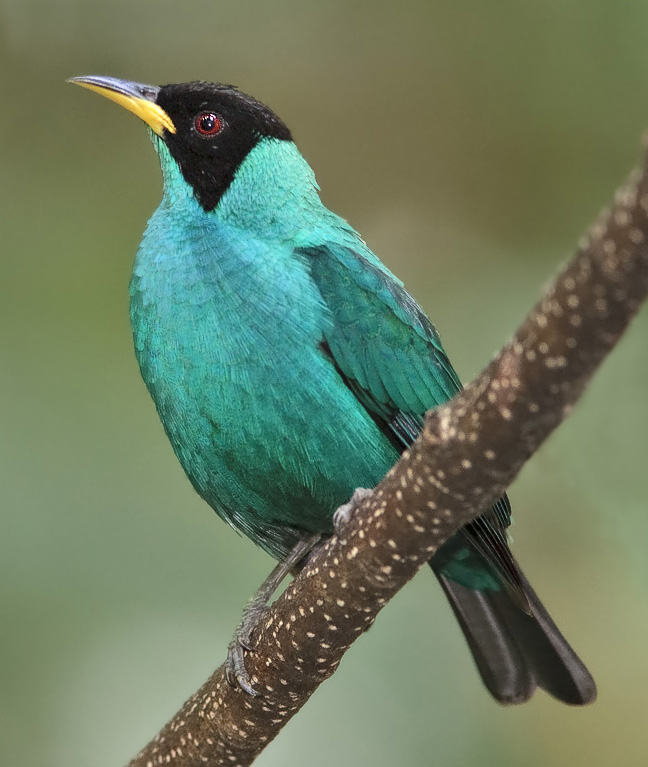
Sucrier vert (Chlorophanes spiza)